# Ryota Doi
Ryota Doi (土井 良太 Doi Ryota?, nacido el 27 de agosto de 1987 en Hyogo) es un futbolista japonés que se desempeña como delantero.

## Trayectoria

### Clubes
| Club                     | País     | Año         |
| ------------------------ | -------- | ----------- |
| Vissel Kobe              | Japón    | 2006 - 2007 |
| Albirex Niigata Singapur | Singapur | 2008        |
| Japan Soccer College     | Japón    | 2009 - 2010 |
| Arte Takasaki            | Japón    | 2011        |
| Thespa Kusatsu           | Japón    | 2012        |
| Grulla Morioka           | Japón    | 2013 - 2014 |
| AC Nagano Parceiro       | Japón    | 2015        |
| Grulla Morioka           | Japón    | 2016        |
| Fujieda MYFC             | Japón    | 2017        |

## Estadística de carrera

### J. League
| Club               | Año   | J. League | J. League | Copa J. League | Copa J. League | Total | Total |
| Club               | Año   | Part.     | Goles     | Part.          | Goles          | Part. | Goles |
| ------------------ | ----- | --------- | --------- | -------------- | -------------- | ----- | ----- |
| Vissel Kobe        | 2006  | 0         | 0         | -              | -              | 0     | 0     |
| Vissel Kobe        | 2007  | 2         | 0         | 0              | 0              | 2     | 0     |
| Thespa Kusatsu     | 2012  | 18        | 0         | -              | -              | 18    | 0     |
| Grulla Morioka     | 2014  | 32        | 12        | -              | -              | 32    | 12    |
| AC Nagano Parceiro | 2015  | 19        | 1         | -              | -              | 19    | 1     |
| Grulla Morioka     | 2016  | 14        | 1         | -              | -              | 14    | 1     |
| Fujieda MYFC       | 2017  | 17        | 1         | -              | -              | 17    | 1     |
| Total              | Total | 102       | 15        | 0              | 0              | 102   | 15    |